# Ex Fabbrica Junghans

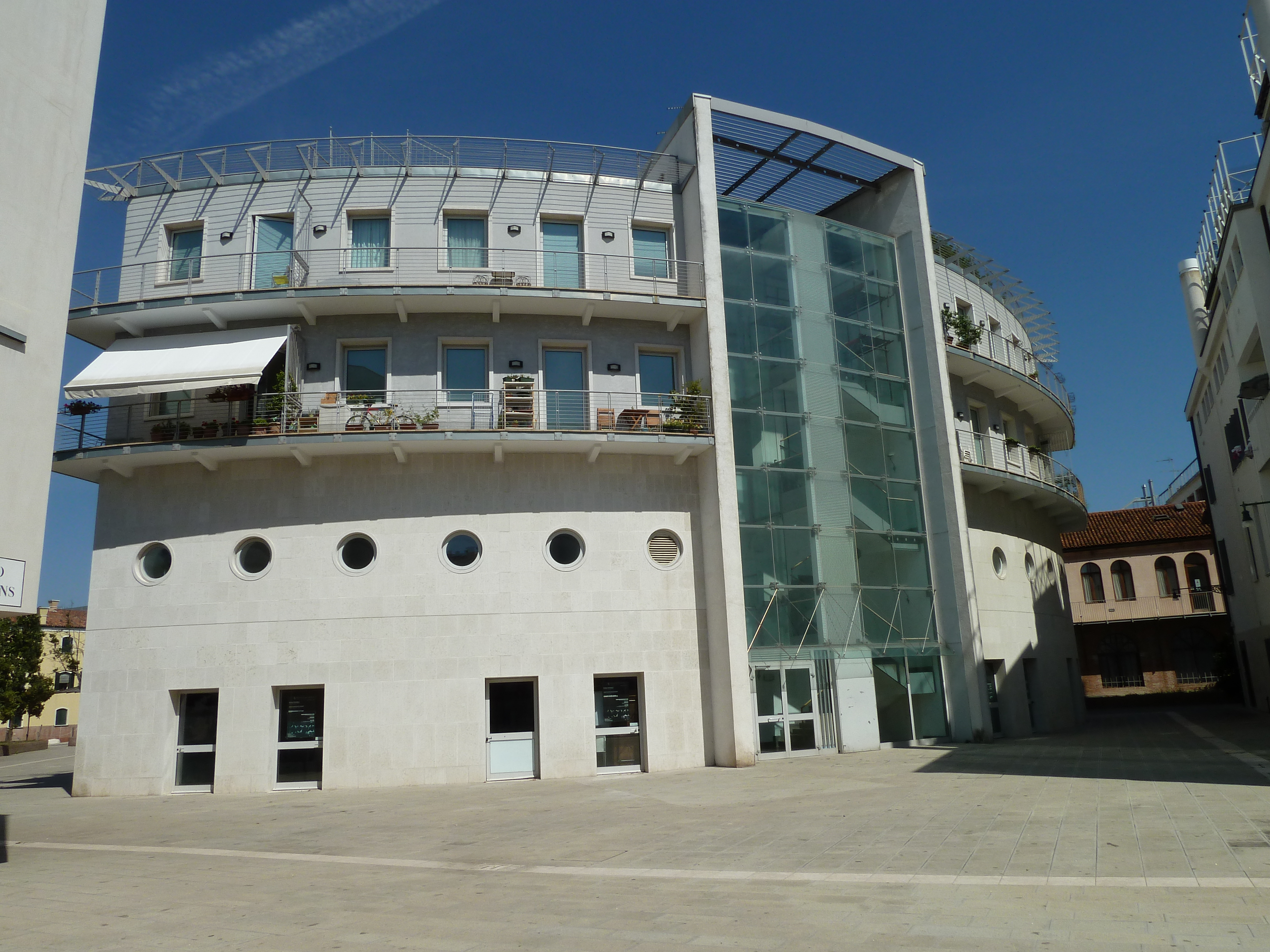
Teatro Junghans

L'ex fabbrica Junghans è un edificio industriale di Venezia, situato nel sestiere di Dorsoduro, sulla Giudecca. Dal 2005 è divenuto teatro Junghans.

## Storia
Nel 1877 i fratelli Herion, in qualità di agenti per l'Italia della tedesca Junghans, fondarono la prima fabbrica italiana d'orologi. 
Nel 1899 Arthur Junghans entrò a far parte della ditta e la rilevò nel 1903. In quegli anni la Junghans era la più grande fabbrica d'orologi al mondo. 
Negli anni venti alla Giudecca si producevano 1500 orologi al giorno. 
Durante la seconda guerra mondiale 4000 persone erano impiegate nella produzione di spolette militari.
Nel secondo dopoguerra, dopo la chiusura dell'Arsenale di Venezia (fine anni cinquanta), è la realtà produttiva e occupazionale più importante della città insulare (circa 650 persone), specializzata nella fabbricazione di ordigni bellici (soprattutto mine), fino alla sua chiusura nel 1971.
Negli anni duemila, dopo un restauro che ne convertì l'uso, negli stabili della fabbrica sono stati aperti un teatro (2005, ricavato dall'ex bunker antiaereo) e dei complessi residenziali (2008), conservando entrambi il nome storico di Junghans.